# Fredonia (Antioquia)

Bandeira de Fredonia.

Localização de Fredonia, no departamento de Antioquia.

Fredonia é uma cidade e município da Colômbia, no departamento de Antioquia. Dista 58 quilômetros de Medellín, a capital do departamento.